# Ammophilomima kenyae
Ammophilomima kenyae là một loài ruồi trong họ Asilidae. Ammophilomima kenyae được Martin miêu tả năm 1973. Loài này phân bố ở vùng nhiệt đới châu Phi.